# Donja Lomnica (Vlasotince)
Donja Lomnica (Servisch: Доња Ломница) is een plaats in de Servische gemeente Vlasotince. De plaats telt 591 inwoners (2002).